# AEL (motocicleta)
AEL fou una botiga de motocicletes i accessoris de Coventry, Anglaterra, que va muntar les seves pròpies motocicletes entre 1919 i 1924. AEL feia servir bastidors fabricats probablement a Coventry i motors d'entre 147 i 348 cc proveïts per fabricants com ara Villiers, JAP i Blackburne.